# Escritura aérea
La escritura aérea es el proceso de utilizar una o más pequeñas aeronaves con capacidad de expulsar durante el vuelo un tipo específico de humo y volar en determinados patrones para escribir de forma que sea legible desde el suelo. Estos mensajes pueden ser anuncios, mensajes generales de celebración o de buena voluntad, mensajes personales como propuestas de matrimonio o deseos de cumpleaños, o actos de protesta.

## Descripción
El generador de humo más habitual consta de un  contenedor presurizado de aceite viscoso, como Chevron/Texaco Canopus 13 (anteriormente Aceite Corvus). El aceite es inyectado en el colector caliente, vaporizándolo en forma de un enorme volumen de humo blanco y denso.
Relativamente pocos pilotos tienen habilidades para escribir de forma legible. También, las turbulencias y el viento son capaces de dispersar y cortar el humo, provocando que la escritura se desenfoque y gire, por lo general al cabo de unos cuantos minutos. Por estas razones, ha sido desarrollado el ''tecleado aéreo'' controlado por ordenador de forma que varias aeronaves pequeñas, volando en tándem, escriben en forma de matriz de puntos, generando mensajes que pueden ser mucho más largos y legibles durante más tiempo que la tradicionales formas de escritura aérea.

## Historia
Los principios de la escritura aérea son discutidos. En una carta de 1926  enviada al The New York Times, Albert T. Reid escribió:
Un párrafo de periódico dice que la escritura aérea fue perfeccionada en Inglaterra en 1919 y utilizada en los Estados Unidos al año siguiente. Pero Art Smith, que sucedió a Beachey en exhibiciones de vuelo en la Exposición Internacional Panamá–Pacífico en San Francisco en 1915, después de que aquel se mató, hizo escritura aérea acabando siempre  sus sobrecogedoras piruetas escribiendo ''Buenas noches''. Esto no eran exhibiciones de prueba sino una parte de cada vuelo y siempre eran presenciadas por miles de personas.

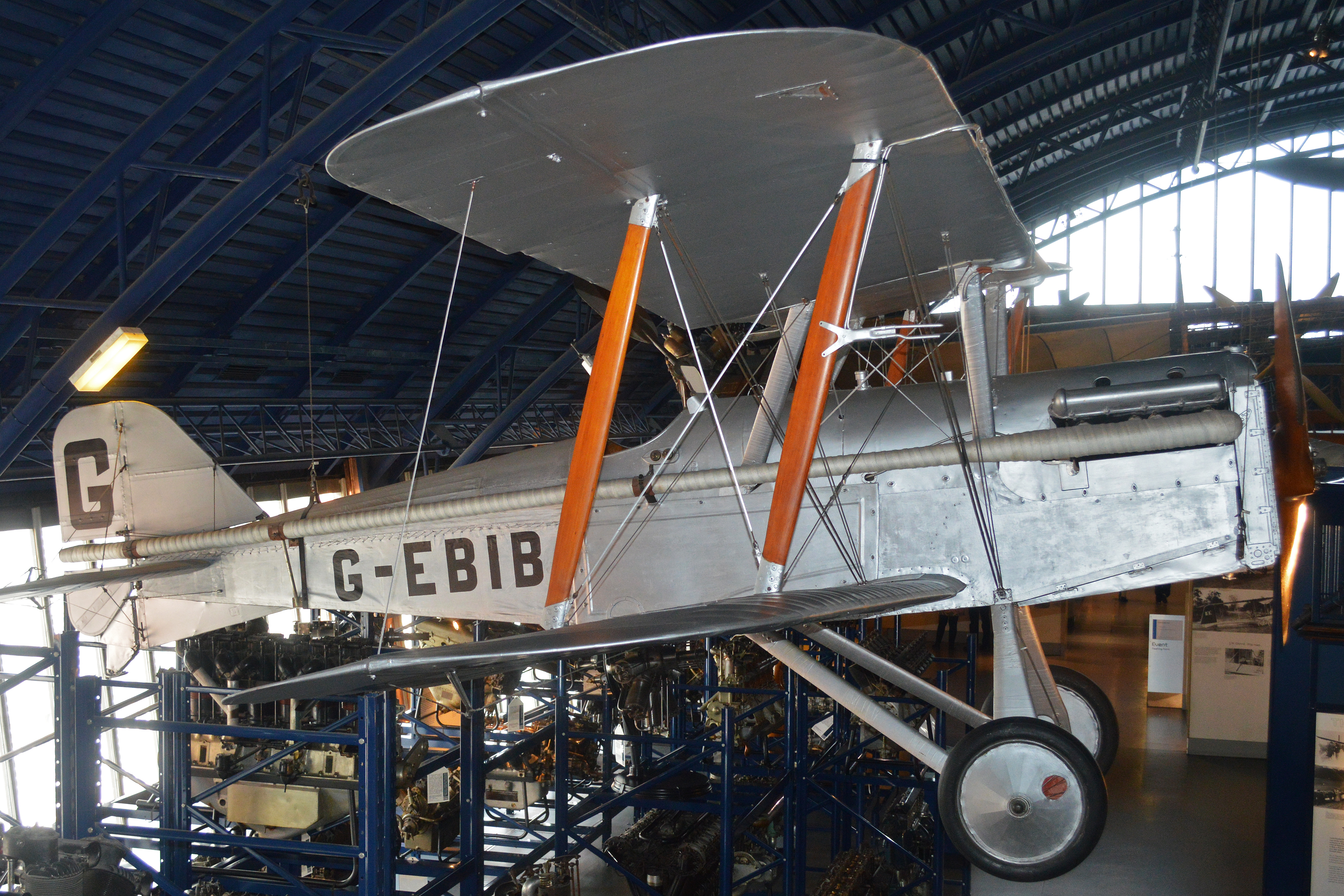
G-EBIB, uno de los S.E.5 anteriores aeronaves de lucha utilizadas para hacer escritura aérea por la compañía del Mayor Jack Savage entre 1922 y 1934. Museo de la Ciencia, Londres, junio de 2015

El mayor Jack Savage, anterior piloto de la Fuerza de Aire Real británica y escritor para la revista ''Flight'', tuvo una exitosa flota de escritura de vuelo de aviones S.E.5 de la Real Fábrica de Aeronaves Reales en Inglaterra. Voló  durante los años 1920s y 1930s, llevando la práctica también a América. El primer uso grabado de escritura aérea para fines publicitarios tuvo lugar sobre el Derby en Epsom Downs Racecourse en el Reino Unido en mayo de 1922 cuando el Capitán de la Real Fuerza Aérea Cyril Turner escribió ''Daily Mail" sobre la pista. En Estados Unidos, el primer uso de escritura aérea publicitaria siguió el 28 de noviembre de 1922 sobre la Ciudad de Nueva York durante una visita de Savage y Cyril Turner.
La escritura aérea comercial en Estados Unidos se desarrolló en 1932 por Sid Pike, presidente de la Skywriting Corporation of América. Uno de sus primeros clientes importantes fue Pepsi-Cola, el cual utilizó la escritura aérea para alcanzar un mercado en masa. Pepsi contrató un número enorme de vuelos alcanzando 2.225 en 1940.
Los artistas también han utilizado la escritura aérea como medio visual. El escritor aéreo Wayne Mansfield creó mensajes aéreos para John Lennon y Yoko Ono, y apareció como artista aéreo sobre la Biennale de Venecia, Italia. El artista Vik Muniz utilizó la escritura aérea para su proyecto "Cuadros de Nubes".